# Preußische P 4.2
Die Lokomotiven der Gattung P 4.2 waren Personenzuglokomotiven der Preußischen Staatseisenbahnen, die auch im Schnellzugverkehr eingesetzt wurden. Sie waren eine Weiterentwicklung der P 4.1, von denen sie sich hauptsächlich durch die Verbundbauart unterschieden. Es gab zwei verschiedene Ausführungen.

## P 4.2 Bauart Erfurt
Die P 4.2 der Erfurter Bauart gehörte zu der Versuchsserie von 1891 mit jeweils vier Schnellzug- und vier Personenzuglokomotiven, von denen je zwei in Verbund- und zwei in Zwillingsausführung gebaut wurden. Sie war bis auf die für den Verbundantrieb notwendigen Änderungen baugleich mit der P 4.1 Bauart Erfurt. Wie bei dieser bewährte sich auch hier das Laufdrehgestell nicht sonderlich. Außerdem hatte die Lokomotive Schwierigkeiten bei der Anfahrt, die auf die ansonsten sparsamere Verbundbauart zurückzuführen waren. Es blieb daher bei den zwei Lokomotiven. Sie trugen zuerst die Nummern Halle 492 und 493, dann Halle 265 und 266 und ab 1906 schließlich Halle 1901 und 1902. Sie wurden bis 1920 ausgemustert.

## P 4.2 Normalbauart
Die Preußische P 4.2 war eine Personenzuglokomotivengattung der Preußischen Staatseisenbahnen. Nachdem Versuche mit den Baureihen P 4.1 mit Innensteuerung und Außensteuerung nicht sehr überzeugen, zögerte man bei der Entwicklung einer P 4 in Verbundausführung bis zur Entwicklung der sogenannten Dultz'schen Wechselvorrichtung durch die Union Gießerei aus Königsberg. Erst durch diese konnten die Anfahrtschwierigkeiten der Verbundlokomotiven behoben werden. Die P 4.2 war leistungsstärker und sparsamer als die P 4.1. Insgesamt wurden von 1898 bis 1910 707 Exemplare hergestellt, welche weitgehend mit den Fahrzeugen der Baureihe S 3 übereinstimmten.
Auch andere Bahnen hatten die P 4.2 in ihrem Bestand.
- Großherzoglich Oldenburgische Staatseisenbahnen: acht Stück (siehe Oldenburgische P 4.2)
- Lübeck-Büchener Eisenbahn: fünf Stück mit verkürztem Achsstand

Bei der Deutschen Reichsbahn waren 1923 in ihrem Umzeichnungsplan für Dampflokomotiven noch 549 Lokomotiven als 36 003–540, 7101–7103, 7148, 7149 und 7163–7168 zur Umzeichnung vorgesehen gewesen, 1925 waren noch die 36 002–438 vorhanden. Die meisten P 4.2 sind bis zum Zweiten Weltkrieg ausgemustert worden.
Im Zweiten Weltkrieg kamen die 36 441–443 aus Litauen und die 36 444–521 aus Polen in den Bestand der Deutschen Reichsbahn.
Die Deutsche Reichsbahn in der DDR baute die 36 457 1950/51 zu Versuchszwecken auf Kohlenstaubfeuerung um. Sie erhielt Windleitbleche und einen Steifrahmentender 4 T 30. Sie wurde 1959 als letzte P 4.2 ausgemustert.
Die Fahrzeuge wurden mit Schlepptendern der Bauarten pr 3 T 12, pr 3 T 15 und pr 2'2' T 16 ausgestattet.

### Einsatz bei der Mecklenburgischen Friedrich-Franz-Eisenbahn
Ab der Jahrhundertwende gewann der Verkehr auf der Relation von Berlin nach Warnemünde immer stärker an Bedeutung. Neben reinen „Bäderzügen“ waren auch Kurswagen nach Kopenhagen zu befördern. Die bisher eingesetzten Lokomotiven der Gattungen P 3.1 gelangten dadurch an ihre Leistungsgrenze. Für den Abschnitt zwischen Neustrelitz und Rostock war eine Fahrzeit von 112 Minuten geplant. Die Wahl fiel deshalb auf die Lokomotiven der preußischen Gattung P 4.2 Diese hatte notwendige Leistung und verfügte über ausreichende Reserven. Zwischen 1903 und 1912 wurden insgesamt 31 Lokomotiven von Henschel, Humboldt und Linke geliefert und in die Gattung VII mit den Bahnnummern 201 bis 231 eingeordnet. Die Maschinen der ersten Lieferserie (201 bis 203) hatten noch einen Tender der Bauart 3 T 12. Aber der zweiten Lieferserie wechselte man auf den vierachsigen Tender 2'2' T 16 und tauschte auch diesen auch bei den ersten drei Lokomotiven aus.
Ab 1906 wurden die Lokomotiven außerdem auf der Relation zwischen Lübeck und Strasburg sowie später sogar durchgehend bis nach Stettin und Berlin eingesetzt. 1913 erwarb die MFFE noch die preußische Lokomotive Posen 1915 (ex Posen 226) und vergab die Bahnnummer 232.
1925 wurden alle Lokomotiven in die DR-Nummern 36 601 bis 36 620, 36 651 bis 662 umgezeichnet. Die Ausmusterung erfolgte bis 1931.